# Terbutiltiol
El terbutiltiol, también conocido como 2-metilpropano-2-tiol, 2-metil-2-propanotiol o terbutilmercaptano (TBM), es un compuesto orgánico de fórmula molecular (CH3)3CSH, conocido como el aditivo que dota al gas natural de uso doméstico de olor, ya que el metano, su principal componente, es inodoro.